# Ambrogio Marliano
Ambrogio Marliano, oppure Ambrogio da Marliano (XV secolo – XV secolo), è stato un miniatore italiano nato in Lombardia.

## Biografia

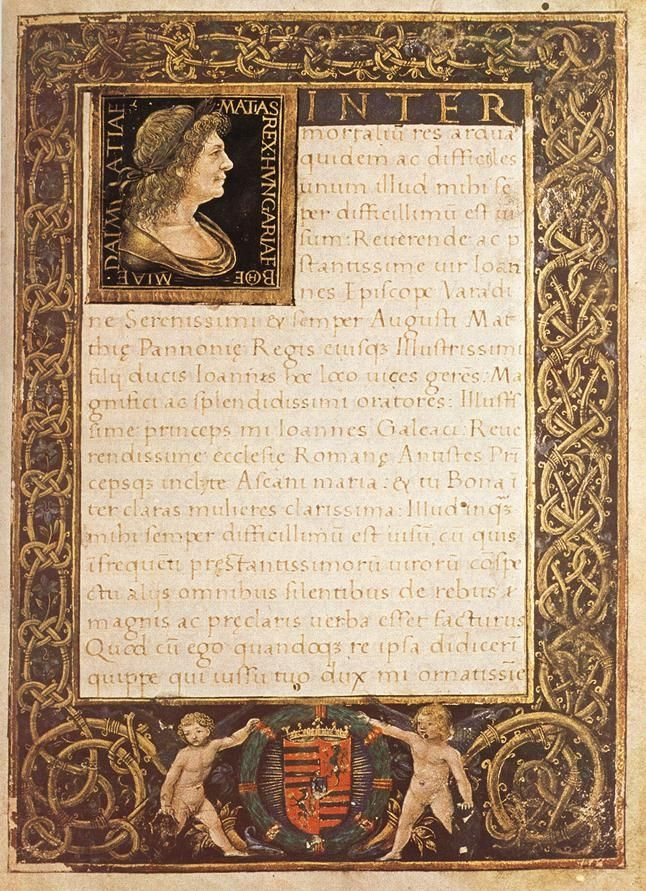
Epitalamium in nuptiis Blancae Mariae Sfortiae et Johannis Corvini, opera attribuita alla scuola di Cristoforo de Predis

Ambrogio Marliano fu un artista miniatore che studiò l'arte e si formò sotto la guida di Cristoforo de Predis, che durante la sua carriera andò oltre lo stile goticheggiante per aprirsi alla nuova sensibilità rinascimentale, seguendo le lezioni del maestro assieme a giovani artisti, tra i quali Giovanni Pietro Birago, Elio Donato e Matteo da Milano.
Ambrogio Marliano si caratterizzò per la realizzazione di ornamentazione in fitti intrecci, ma si dimostrò umanistico nel taglio degli elementi più propriamente figurativi.
Marliano lavorò in Lombardia al servizio della famiglia Sforza dopo il 1461, in particolar modo con Gian Galeazzo Maria Sforza, miniando e decorando una importante edizione delle Bucoliche di Virgilio, conservata alla Biblioteca Nazionale Braidense, che mostra nel risguardo un ritratto giovanile del duca.
Marliano miniò e decorò con bravura anche un Epistolarum Domenicanum, conservato alla collezione Paravicino-Engel di Basilea.
Tra i manoscritti attribuiti a Marliano si può menzionare il Cutting from a Gradual or Antiphoner, datato intorno al 1460, proveniente da un convento agostiniano di Cremona, dove vi è una raffigurazione di Agostino d'Ippona in trono benedicente.